# Серково (Рыбинский район)
Серко́во (по топокарте Чирково) — деревня в Михайловском сельском округе Волжского сельского поселения Рыбинского района Ярославской области.
Небольшая деревня расположена на левом берегу реки Черёмухи, между деревней Починок и селом Сретенье. На правому берегу напротив Серкова — деревня Кирилловское.
Почтовое отделением Сретенье обслуживает в деревне Серково 3 дома.

## Население
| 2007 | 2010 |
| ---- | ---- |
| 1    | →1   |